# Седам Хамлета
„Седам Хамлета” је југословенска телевизијска серија снимљена 1967. године у продукцији Телевизије Београд.

## Епизоде
| Сезона | Епизода | Назив | Датум              |
| ------ | ------- | ----- | ------------------ |
| 1      | 1       | /     | 5. јануара 1967.   |
| 1      | 2       | /     | 12. јануара 1967.  |
| 1      | 3       | /     | 19. јануара 1967.  |
| 1      | 4       | /     | 26. јануара 1967.  |
| 1      | 5       | /     | 2. фебруара 1967.  |
| 1      | 6       | /     | 9. фебруара 1967.  |
| 1      | 7       | /     | 16. фебруара 1967. |

## Улоге
| Глумац                | Улога                     |
| --------------------- | ------------------------- |
| Петар Краљ            | Други гробар (2 еп. 1967) |
| Слободан Цица Перовић | Хамлет (2 еп. 1967)       |
| Петар Банићевић       | Хамлет (1 еп. 1967)       |
| Душан Голумбовски     | Хамлет (1 еп. 1967)       |
| Радомир Раша Плаовић  | (1 еп. 1967)              |
| Зоран Радмиловић      | Хамлет (1 еп. 1967)       |
| Стане Север           | Хамлет (1 еп. 1967)       |
| Никола Симић          | Хамлет (1 еп. 1967)       |
| Славко Симић          | Полоније (1 еп. 1967)     |
| Неда Спасојевић       | Офелија (1 еп. 1967)      |
| Олга Спиридоновић     | Гертруда (1 еп. 1967)     |
| Томислав Танхофер     | (1 еп. 1967)              |

Комплетна ТВ екипа ▼
| Редитељ              | Предраг Бајчетић        | (7 еп. 1967)            |
| Сценариста           | Предраг Бајчетић        | (7 еп. 1967)            |
| Сценариста           | Вилијам Шекспир         | (7 еп. 1967)            |
| Директор фотографије | Александар Радосављевић | (5 еп. 1967)            |
| Сценограф            | Никола Теодоровић       | (5 еп. 1967)            |
| Костимограф          | Мара Финци              | (непознат број епизода) |